# Communauté de communes du Pays Charlois
La  Communauté de communes du Pays Charlois  est une ancienne communauté de communes française, située dans le département de la Vienne et la région Poitou-Charentes.
Au 1er janvier 2014, une nouvelle communauté de communes est créée regroupant celle du Pays Charlois et celle du Civraisien : la Communauté de Communes des Pays Civraisien et Charlois.

## Composition
Elle était composée des 9 communes suivantes :
| Nom               | Code Insee | Gentilé      | Superficie (km2) | Population (dernière pop. légale) | Densité (hab./km2) |
| ----------------- | ---------- | ------------ | ---------------- | --------------------------------- | ------------------ |
| Charroux (siège)  | 86061      | Charlois     | 44,29            | 1 167 (2014)                      | 26                 |
| Asnois            | 86012      | Asnoisiens   | 16,26            | 144 (2014)                        | 8,9                |
| La Chapelle-Bâton | 86055      | Chapellois   | 29,68            | 347 (2014)                        | 12                 |
| Chatain           | 86063      |              | 22,05            | 264 (2014)                        | 12                 |
| Genouillé         | 86104      | Genouilléens | 29,80            | 517 (2014)                        | 17                 |
| Joussé            | 86119      | Jousséens    | 7,59             | 316 (2014)                        | 42                 |
| Payroux           | 86189      | Payrousiens  | 30,05            | 494 (2014)                        | 16                 |
| Saint-Romain      | 86242      |              | 20,48            | 405 (2014)                        | 20                 |
| Surin             | 86266      | Surinois     | 11,91            | 114 (2014)                        | 9,6                |

## Administration
| Période                                  | Période          | Identité      | Étiquette | Qualité            |
| ---------------------------------------- | ---------------- | ------------- | --------- | ------------------ |
| ????                                     | 31 décembre 2013 | Yves Gargouil | DVD       | Conseiller général |
| Les données manquantes sont à compléter. |                  |               |           |                    |